# Arcadi Ragozin
Arcadi Ragozin (în rusă Аркадий Рагозин) (n. 28 noiembrie 1918, Akmolinsk, regiunea cu același nume, Kazahstan – d. 2001, Moscova) a fost un general sovietic de securitate, care a îndeplinit funcția de președinte al Comitetului Securității de Stat (KGB) din RSS Moldovenească (1975-1979). Membru PCUS din anul 1946.

## Biografie
Arcadi Ragozin s-a născut în anul 1918 în Kazahstan. A absolvit Institutul de ingineri din transporturile feroviare din Novosibirsk și școala superioară KGB în anul 1952.   A fost jurnalist la cotidianul "Gudok" și apoi activist de partid. Este angajat apoi în cadrul KGB-ului ajungând până la gradul de general-locotenent. A avut o reputație de bibliofil și savant, datorită activității jurnalistice și a modului de a lucra prin elaborarea de rapoarte.
Anterior numirii la KGB-ul din Moldova a fost șeful unei direcții regionale KGB din Rusia. În anul 1975, Arcadi Ragozin a fost numit în funcția de președinte al Comitetului Securității de Stat (KGB) din RSS Moldovenească. La Congresul XIY al PCM (1975) a fost ales membru CC PCM, iar la plenara din iulie - membru al Biroului CC PCM.
În anul 1979, Ragozin a fost transferat la Moscova, unde a fost numit comandant al Școlii de ofițeri KGB. A încetat din viață în anul 1998, la vârsta de 83 ani.

### Caracteristică
Ragozin era un interlocutor atent, știa să asculte, dar avea pretenția, ca lumea să vină la el numai cu chestiuni concrete. În calitate de conducător, Ragozin era o persoană întreprinzătoare, dar și exigentă, avea calități de conducător înzestrat.
A beneficiat de o autoritate indubitabilă în rândul subordonaților, fiind totodată iubit și temut. El s-a orientat pe extinderea supravegherii contactelor moldo-române ca "activitate preventivă"(de profilaxie). Fără să cunoască limba română, el s-a axat pe activitatea jurnaliștilor, translatorilor și corespondenților de presă.
Un caz cunoscut din epoca Ragozin de la KGB-ul moldovenesc îl constitutie cel al lui Volodarski, conferențiar la Universitatea de Stat din Moldova, care protesa împotriva intervenției sovietice în Cehoslovacia și a libertății de opinii din URSS, trimițând scrisori anonime din diferite localități ale URSS cu caracter antisovietic. KGB-ul l-a depistat, Consiliul științific al USM i-a retras gradul științific și cel de conferențair. Ulterior a fost forțat să emigreze în Israel.

## Distincții și decorații
- Ordinul "Revoluția din Octombrie"
- Ordinul "Steaua Roșie"
- Ordinul "Drapelul Roșu de muncă"